# 山路酒造
山路酒造有限会社（やまじしゅぞう）は、滋賀県長浜市木之本町にある酒蔵（日本酒メーカー）。
北国街道の旧木之本宿に位置し、主屋は北国街道に西面している。創業は天文元年（1532年）。

## 特色
日本酒（清酒）やクワの葉を用いたリキュールの桑酒を製造しており、日本酒の代表銘柄は「北国街道」。かつては日本各地で桑酒が作られていたが、現在も桑酒を作っているのは山路酒造のみであるとされる。
代表は山路正、女将は山路祐子。杜氏は能登杜氏の千場正行。山路祐子は"ゆうこりん"の愛称で知られる人気ブロガーであり、ブログ「酒蔵女将奮闘日記」などで積極的な情報発信を行っている。

## 歴史

### 創業

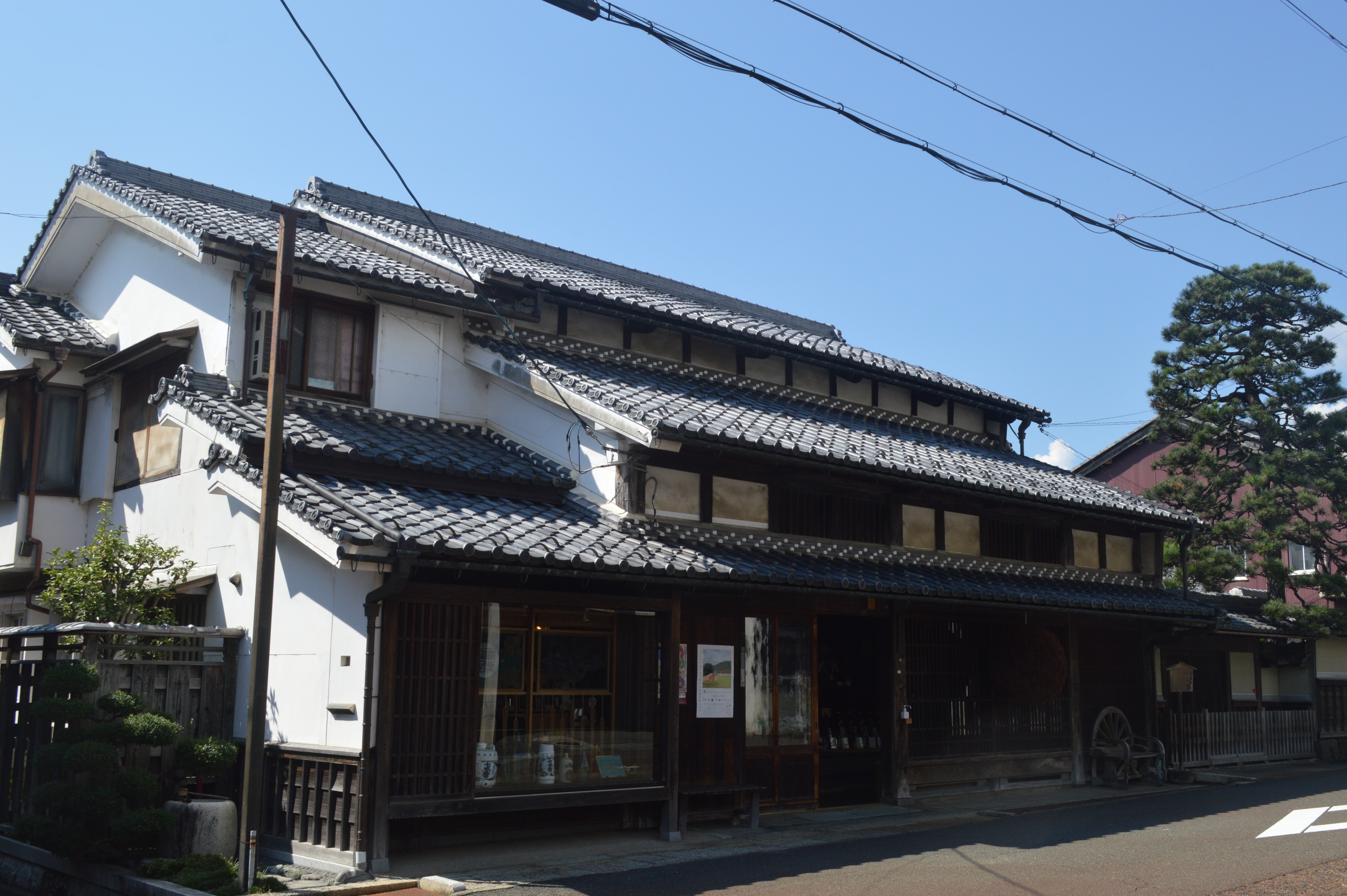
同じく木之本にある冨田酒造

創業は室町時代の天文元年（1532年）である。日本酒の調査を行っているきた産業の喜多常夫の調査によると、現存する日本の酒造会社としては茨城県の須藤本家（1141年以前創業）、秋田県の飛良泉本舗（1487年創業）、兵庫県の剣菱酒造（1505年創業）に次いで4番目に古いとされる。2011年（平成23年）に帝国データバンク滋賀支店がまとめた調査によると、山路酒造は滋賀県で最も創業年が古い企業だった。なお、木之本には天文3年（1534年）創業の冨田酒造もある。
歴史的に木之本は養蚕業が盛んであり、至る所でクワが栽培されていた。天文年間（1532年～1555年）頃、山路家の祖先が「後園のクワを用いて酒をつくれ」との神託を受け、実際に作ってみたところ美味い桑酒ができたとする伝承が残っている。慶長年間（1596年～1615年）、疲れ切った旅人が桑酒を飲んだところ元気になって京にたどり着けたという逸話がある。

### 近世
木之本宿では元文4年（1739年）と延享元年（1744年）に大火が起こり、古文書が焼失したことから、これ以前の山路酒造の歴史は判然としないという。江戸時代には主屋が木之本宿の脇本陣の役割を兼ねた。文化13年（1816年）に前田土佐守家の当主が木之本宿に泊まった際、山路酒造から献上された桑酒を賞賛し、徳利2つ分の桑酒を取り寄せたとされる。

### 近代

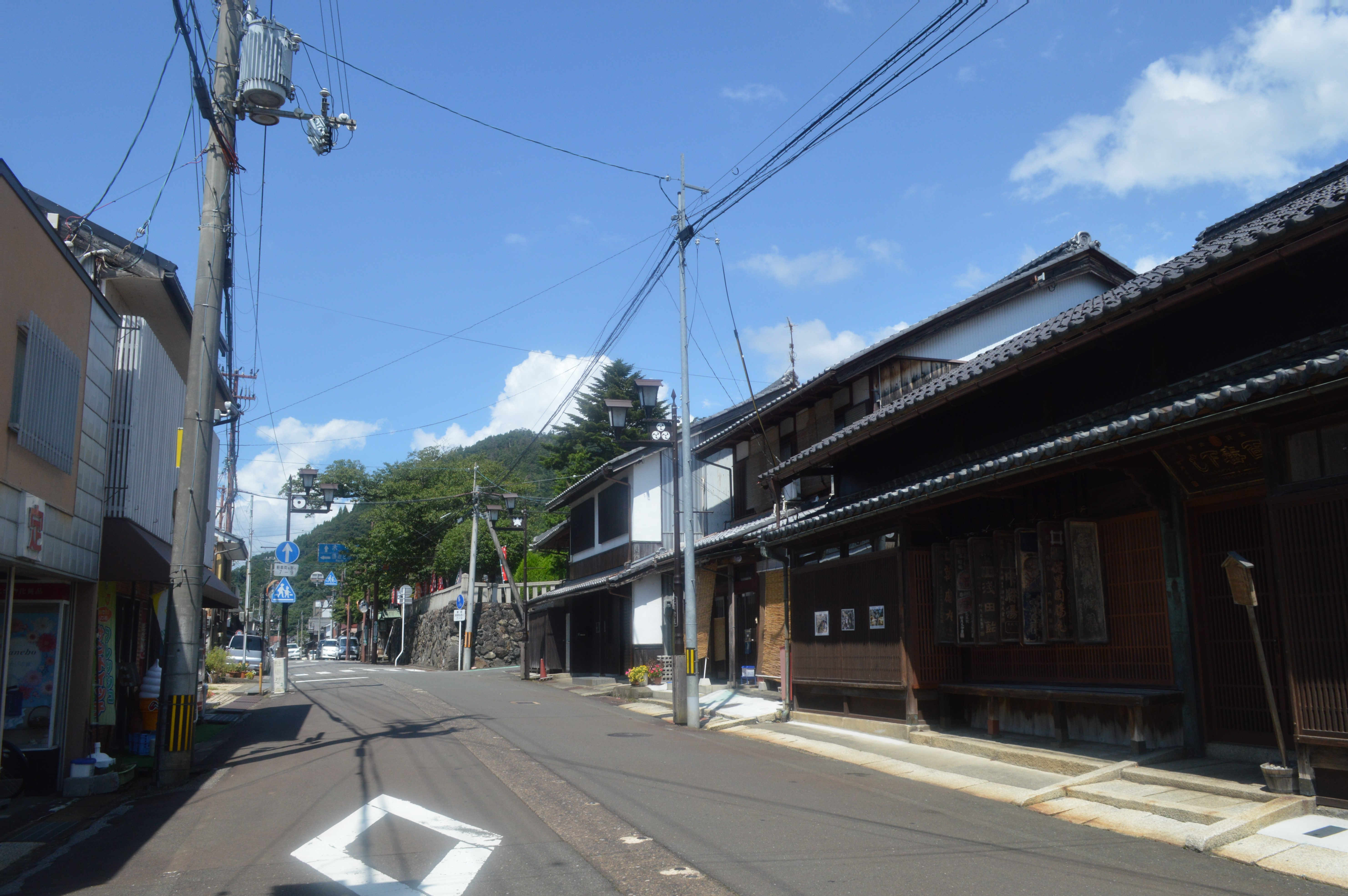
木之本の街並み

小説家の島崎藤村は山路酒造の桑酒を愛飲しており、1925年（大正14年）8月と10月の日付で山路酒造に宛てた注文の書簡が残されている。藤村は桑酒の注文のために、自身専用の透かし入り便せんを用いている。
1928年（昭和3年）には主屋が建て替えられた。主屋は木造2階建、平入であり、南側に座敷棟が、北側に北棟が接続している。建て替えの際には通りに面して4枚のガラスの大戸が設けられ、その脇にはショーウィンドウが設けられた。間口は29メートル、奥行は78メートルもあり、木之本町で最大級の町屋建築である。

### 現代
2011年（平成23年）からは桑酒マドレーヌなどの焼き菓子も販売している。2020年（令和2年）6月には山路酒造で1927年（昭和2年）6月8日付の『大阪朝日新聞』が発見された。
2021年（令和3年）2月26日には山路酒造の主屋が登録有形文化財に登録された。なお、同時に旧木之本宿本陣（竹内家住宅）の主屋も登録されており、2019年（令和元年）には冨田酒造の主屋も登録されている。

## 銘柄

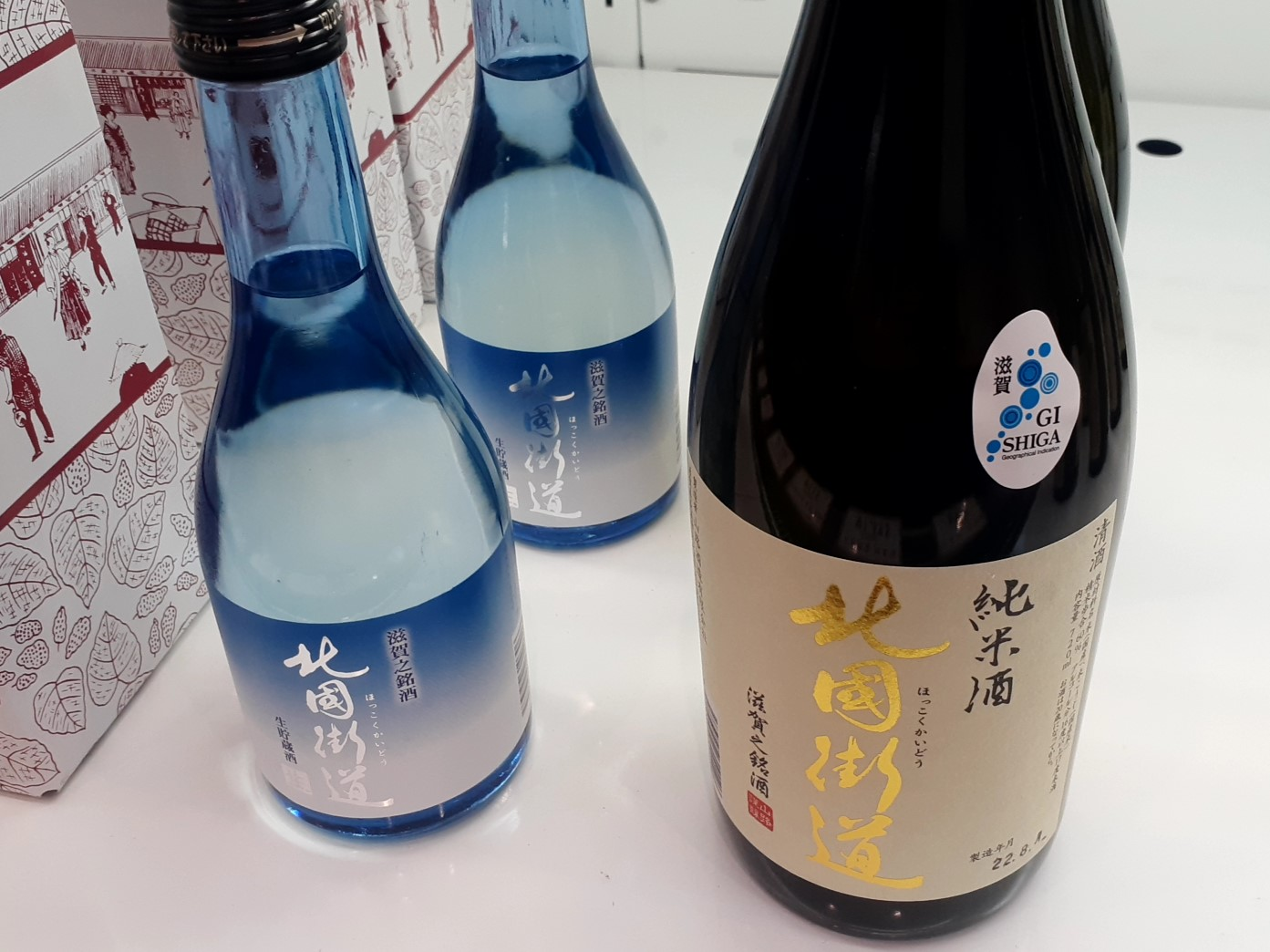
「北国街道」

日本酒
- 北国街道
  - 純米大吟醸
  - 大吟醸
  - 純米吟醸
  - 純米吟醸しぼりたて
  - 純米吟醸ひやおろし
  - 純米酒
  - 本醸造
- 湖音
  - 純米吟醸
- 鳰自慢
  - 上撰
  - 佳撰

桑酒
- 化粧箱入り
- 瓶入り
- 徳利入り
- 源蔵徳利
- 瓢箪入り